# Römmelsdorf
Römmelsdorf ist ein Gemeindeteil der Gemeinde Pfarrweisach im unterfränkischen Landkreis Haßberge in Bayern.

## Geografie
Das Dorf liegt im nordöstlichen Teil des Landkreises an der Baunach. Von Pfarrweisach ist es etwa drei Kilometer entfernt. Eine Gemeindeverbindungsstraße führt von der Bundesstraße 279 im Osten über Römmelsdorf zur Bundesstraße 303 im Westen. Zusätzlich verbindet eine Straße mit einer Brücke über die Baunach den Ort mit Burgpreppach.

## Geschichte
Der Ortsname bezieht sich auf die Person Rembold, „Dorf des Rembold“. Wohl zu Beginn des 9. Jahrhunderts wurde der Ort gegründet.
Die erste urkundliche Erwähnung war 1372, als Johann und Elisabeth Fuchs von Breitbach dem Pfarrer Albrecht zu Breitbach eine jährliche Gült von vier Pfund auf zwei Sölden zu „Rempelsdorf“ gaben. 1415 besaß Kunz von Rotenhan ein Viertel des Zehnts zu „Rempelstorff“. 1675 vergaben die Herren Fuchs von Burgpreppach Lehen in „Römmelßdorff“.
1862 wurde die Ruralgemeinde Lohr, bestehend aus dem Kirchendorf Lohr und dem Dorf Römmelsdorf, in das neu geschaffene bayerische Bezirksamt Ebern eingegliedert. Die 693,32 Hektar große Gemeinde Lohr hatte im Jahr 1871 211 Einwohner, von denen 49 evangelisch waren, und 45 Wohngebäude. Römmelsdorf zählte 48 Einwohner. Der Ort gehörte zum Sprengel der vier Kilometer entfernten evangelischen Pfarrei Burgpreppach. 1900 zählte die Römmelsdorf 54 Einwohner und 11 Wohngebäude. Die Schule befand sich im ein Kilometer entfernten Hauptort Lohr. 1925 lebten in Römmelsdorf 49 Personen, die mehrheitlich evangelisch waren, in 9 Wohngebäuden.
1950 hatte Römmelsdorf 77 Einwohner und 9 Wohngebäude. Im Jahr 1961 zählte der Weiler 46 Einwohner und 9 Wohngebäude. 1970 waren es 43 und 1987 41 Einwohner sowie 10 Wohngebäude mit 11 Wohnungen.
Am 1. Juli 1972 wurde im Rahmen der Gebietsreform in Bayern der Landkreis Ebern aufgelöst und Römmelsdorf kam zum Haßberg-Kreis. Am 1. Mai 1978 folgte die Eingliederung der Gemeinde Lohr nach Pfarrweisach.

## Baudenkmäler

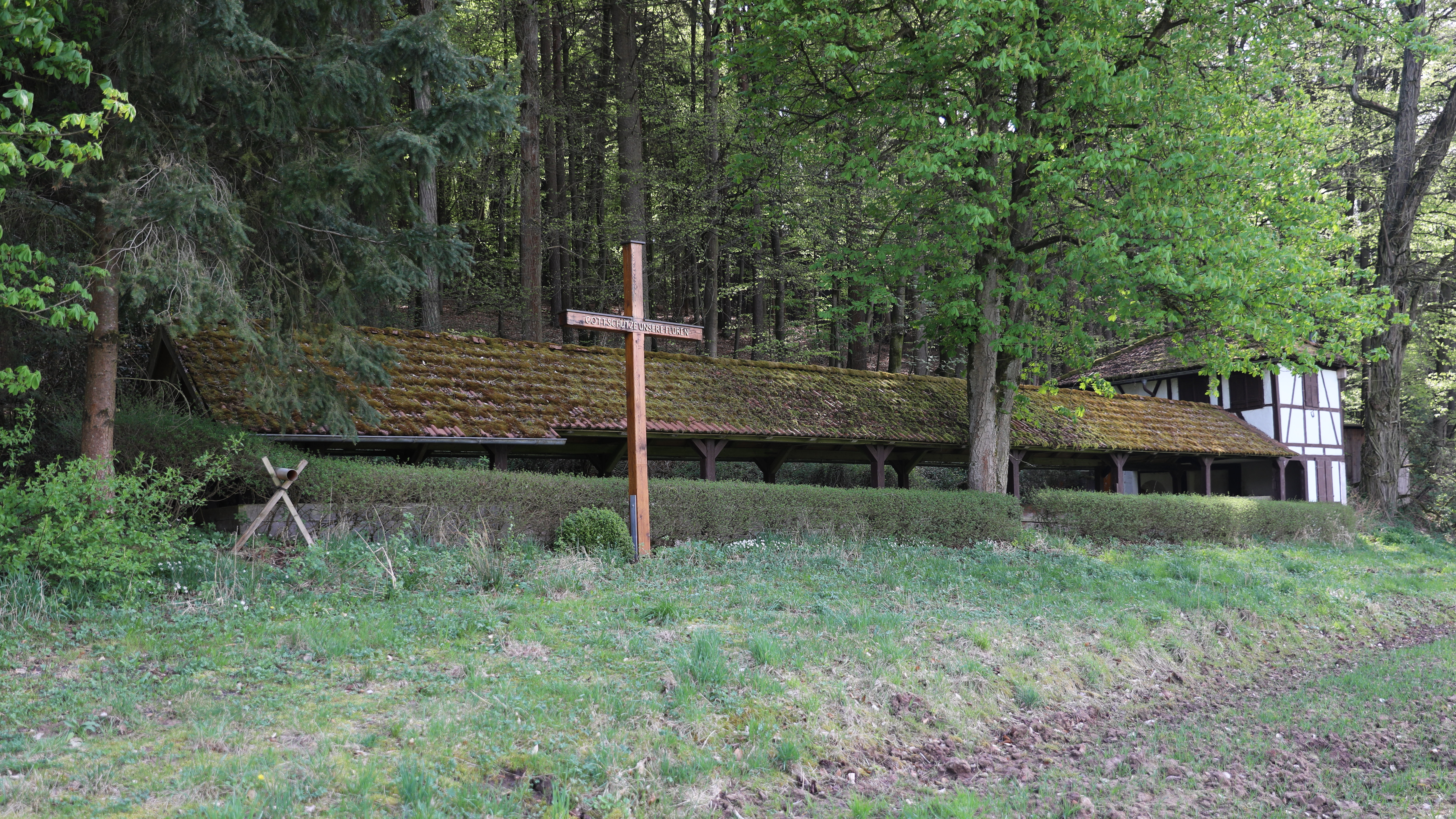
Kegelbahn und Kellerhaus

Südlich von Römmelsdorf befindet sich am Waldrand ein Kellerhaus eines ehemaligen Sommerbierkellers einer örtlichen Brauerei. Das Gebäude wurde als zweigeschossiges Fachwerkhaus mit Walmdach ausgeführt und hat eine Kegelbahn als offene Holzbahn mit Satteldach als Anbau. Das Bauwerk geht im Kern auf das Jahr 1810 zurück und wurde 2015 saniert.
In der Bayerischen Denkmalliste sind zwei Baudenkmäler aufgeführt.